# Giovanni Carlo Maria Clari
Giovanni Carlo Maria Clari (ur. 27 września 1677 w Pizie, zm. 16 maja 1754 tamże) – włoski kompozytor.

## Życiorys
Muzyki uczył się w Pizie u ojca oraz Francesco Alessiego, a następnie w Bolonii u Giovanniego Colonny. W Bolonii też wystawił w 1695 roku swoją pierwszą operę, Il savio delirante. W 1697 roku został przyjęty na członka bolońskiej Accademia Filarmonica. W latach 1703–1724 pełnił funkcję kapelmistrza katedry św. Zenona w Pistoi. Później wrócił do Pizy, gdzie był kapelmistrzem kościoła Santo Stefano dei Cavalieri, a od 1736 roku do śmierci pizańskiej katedry.
Większą część twórczości Clariego stanowią powstałe w okresie pobytu w Pistoi utwory o charakterze liturgicznym przeznaczone dla małego zespołu, w tym pisane do tekstów w języku włoskim oratoria na głosy solowe i jeden lub kilka instrumentów, pozbawione udziału chóru. Duże znaczenie posiadają jego wokalne duety i tercety na głosy solowe i basso continuo, których skomponował łącznie ponad 50. Utwory te cieszyły się dużą popularnością i wywarły wpływ na styl m.in. Luigiego Cherubiniego. Pięć spośród duetów Clariego wykorzystał Georg Friedrich Händel w swoim oratorium Theodora.